# Ricardo Miró
Ricardo Miró Denis (ur. 5 listopada 1883 w Panamie, zm. 2 marca 1940 tamże) – panamski poeta, pisarz i dyplomata.

## Życiorys
Urodził się w Panamie, wówczas wciąż jeszcze stolicy należącego do Kolumbii departamentu Panamy. Wcześnie osierocony przez ojca. Jako piętnastolatek wyjechał do Bogoty, gdzie kształcił się w zakresie malarstwa. Jego młodość przypadła na burzliwy okres panamskiej historii, od edukacji artystycznej przerwanej przez wojnę tysiąca dni, przez konstrukcję kanału panamskiego po niepodległość kraju. 
Twórczość Miró zdradza wpływy modernizmu, przewijają się przez nią motywy związane z krajem ojczystym i jego krajobrazami, hiszpańskim dziedzictwem kulturowym oraz miłością. Jego wiersz Patria, napisany w 1909 w Barcelonie czasem określa się mianem kultowego. Pozostawił po sobie szereg książek poetyckich, dwie powieści (Las Noches de Babel i Flor de María) oraz krótkie formy prozatorskie. Opublikował, między innymi, Preludios (1908), Los segundos preludios (1916), La leyenda del Pacífico (1925) i Caminos silenciosos (1929). Twórca i szef kilku pism literackich, w tym Nuevos Ritos (1907).
Poza rozległą działalnością literacką zaangażowany również w dyplomację i kształtowanie polityki kulturalnej kraju. Pracował w panamskich przedstawicielstwach w Londynie, Marsylii i Barcelonie. Był członkiem założycielem oraz sekretarzem panamskiej akademii języka hiszpańskiego i dyrektorem Archiwum Narodowego. Zmarł w rodzinnym mieście. Zazwyczaj uznawany za największego poetę w historii Panamy. Upamiętnia go Premio Ricardo Miró, ustanowiona w 1942, przyznawana dorocznie nagroda literacka.